# 鳴門フェリー
鳴門フェリー（なるとフェリー）は、かつて兵庫県淡路島の南淡町（現在の南あわじ市）と徳島県鳴門市の間の鳴門海峡にあったフェリー航路。

## 概要
1954年（昭和29年）4月に徳島県の県営で航路開設。これは淡路島を通って四国と阪神を結ぶトラック輸送の最短ルートとして、徳島県と兵庫県の両者が共同でそれぞれ開設した2航路の徳島側の航路である。就航船は若潮丸（両頭船、228トン、トラック10台積載、所要時間50分）

。日本で最初の本格的なフェリーとも言われる

。
日本道路公団が設立された1956年（昭和31年）4月からは国道28号の海上国道公団鳴門フェリーとして運航された。その後、需要に応じて1958年（昭和33年）3月には若鳥丸（263トン）が、1961年（昭和36年）11月にはあさかぜ丸（276トン）が就航。
1961年（昭和36年）に洲本市と岬町、1963年（昭和38年）に北淡町（現在の淡路市）と明石市と、淡路島と阪神間に航路が増えると1日12便しかない徳島側は飽和してしまい、毎便のように積み残しが出るようになった。
1965年（昭和40年）4月に徳島側の輸送力増強のために民営の鳴門海峡フェリー（6km/20分）が阿那賀港と亀浦港間に開設されて、阿那賀港へのうずしおラインが開通すると、本航路の利用は次第に減少しはじめる。
1978年（昭和53年）6月に明岩フェリーへ事業譲渡され、9月に廃止された。

## 当時の運航区間
- 福良港 - 撫養港（18.4km/50分/12便）

## その他
1965年（昭和40年）1月、福徳フェリー（日本海洋開発株式会社）が福良港と徳島港の間で運航を開始（70分/8便）。この年の10月に淡路フェリーボートに譲渡。1966年7月に休止。1968年8月に廃止。